# أندرو آدمسون
أندرو آدمسون (بالإنجليزية: Andrew Adamson) (و. 1966  م) هو مخرج أفلام، ومنتج أفلام، وكاتب سيناريو نيوزيلندي، ولد في أوكلاند.

## جوائز وترشيحات
حصل على جوائز منها:
جوائز
- جائزة آني

ترشيحات
- جائزة الأوسكار لأفضل فيلم رسوم متحركة، عن عمل: شريك 2

ترشح لـ:
- جائزة الأوسكار لأفضل فيلم صور متحركة، عن عمل: شريك 2.

## وصلات خارجية
- أندرو آدمسون على موقع IMDb (الإنجليزية)
- أندرو آدمسون على موقع مونزينجر (الألمانية)
- أندرو آدمسون على موقع ألو سيني (الفرنسية)
- أندرو آدمسون على موقع ميوزك برينز (الإنجليزية)
- أندرو آدمسون على موقع تيرنر كلاسيك موفيز (الإنجليزية)
- أندرو آدمسون على موقع أول موفي (الإنجليزية)
- أندرو آدمسون على موقع بوكس أوفيس موجو (الإنجليزية)
- أندرو آدمسون على موقع قاعدة بيانات الأفلام السويدية (السويدية)
- أندرو آدمسون على موقع ديسكوغز (الإنجليزية)
- أندرو آدمسون على موقع قاعدة بيانات الفيلم (الإنجليزية)